# Patient Seven
A nu se confunda cu Patient Zero (film din 2018)
Pacientul Șapte (titlu original: Patient Seven) este un film independent antologic de groază din 2016 cu segmente regizate de  Danny Draven, Paul Davis, Ómar Örn Hauksson, Dean Hewison, Joel Morgan și Johannes Persson. Este inspirat de filmul antologic britanic Amicus Productions din 1972, Asylum. În rolurile principale apar Michael Ironside, Jack Plotnick și Drew Fonteiro. Filmul este format din șapte segmente.

## Prezentare
| Nume segment      | Regizor                             | Note |
| ----------------- | ----------------------------------- | ---- |
| The Body          | Danny Draven și Paul Davis          |      |
| Undying Love      | Ómar Örn Hauksson                   |      |
| The Sleeping Plot | Dean Hewison                        |      |
| Death Scenes      | Joel Morgan                         |      |
| Evaded            | Johannes Persson și Rasmus Wassberg |      |
| The Visitant      | Nicholas Peterson                   |      |
| Banishing         | Erlingur Thoroddsen                 |      |

## Distribuție
- Michael Ironside ca Dr. Daniel Marcus
- Jack Plotnick ca Dr. Paul Victor
- Drew Fonteiro ca Shane
- Rane Jameson ca Kyle
- Grace Van Dien ca Patient Five (Jessa)
- Amanda Graeff ca Patient Four (Sarah)
- Anna Rose Moore ca Patient One (Jill)
- Sirry Jons ca Patient Three (Gabrielle)
- Daniel Lench ca Patient Two (John Doe)

## Producție
Filmul este produs de Terror Films.

## Lansare și primire
A avut premiera la  11 octombrie 2016 (SUA).